# Kung Fu Panda: Guerrieri leggendari
Kung Fu Panda: Guerrieri leggendari (Kung Fu Panda: Legendary Warriors) è un videogioco basato sul film d'animazione Kung Fu Panda della DreamWorks.
È il seguito del gioco Kung Fu Panda dello stesso anno.

## Trama
Tai Lung è sopravvissuto allo scontro con Po e assolda sotto la sua ala le Sorelle Wu nel tentativo di vendicarsi.

## Personaggi
- Po
- Tigre
- Scimmia
- Mantide
- Maestro Shifu
- Tai Lung
- Sorelle Wu
- Boss Ratto
- Boss Babbuino
- Boss Gorilla
- Vipera (nominata)
- Gru (nominata)
- Grande Generale Ox
- Yak